# Valentina Viso
Pour les articles homonymes, voir Viso.
Valentina Viso, née en 1981 à Caracas, au Venezuela, est une cinéaste catalane d'origine vénézuélienne.

## Biographie
Dans sa jeunesse, elle est élève au Lycée français de Barcelone et se lie d'amitié avec la future cinéaste Mar Coll. 
Elle est la scénariste de la série This is not Sweden.
Avec son amie d'enfance de la cinéaste Mar Coll, elle participe aux films Tres dies amb la família (2009), Tots volem el millor per a ella (2013), récompensé aux Prix Gaudí et aux Prix Goya, puis en 2024, Salve Maria, prix Feroz du meilleur film en 2025, adapté du livre Pas les mères de Katixa Agirre, avec la jeune actrice Laura Weissmahr (lauréate pour le film du prix Goya du meilleur espoir féminin et le Prix Gaudí de la révélation), et l'acteur Oriol Pla. 

## Filmographie (scénariste)

### Série télévisée
- 2023 : This is not Sweden, en catalan: Això no és Suècia (série télévisée)

### Films long métrage
- 2009 : Tres dies amb la família
- 2013 : Tots volem el millor per a ella
- 2025 : Salve Maria